# Jean-Paul Desgranges
Jean-Paul Desgranges, né le 19 juillet 1932 à Saint-Pourçain-sur-Sioule, est un homme politique français.

## Détail des fonctions et des mandats
Mandat parlementaire
- 21 juin 1981 - 1er avril 1986 : Député de la 1re circonscription de l'Allier